# 22e parallèle nord
Pour les articles homonymes, voir 22e parallèle.
En géographie, le 22e parallèle nord est le parallèle joignant les points de la surface de la Terre dont la latitude est égale à 22° nord.

## Géographie

### Dimensions
Au niveau de 22° de latitude nord, un degré de longitude équivaut à 103,262 km ; la longueur totale du parallèle est donc de 37 174 km, soit 93 % de la longueur de l'équateur. Il en est distant de 2 446 km et du pôle Nord de 7 561 km.

### Frontière
Le 22e parallèle nord délimite la majeure partie de la frontière entre l'Égypte et le Soudan.

## Pays traversés
En partant du méridien de Greenwich et en se dirigeant vers l'est, ce parallèle traverse les pays suivants :
- Algérie
- Niger
- Tchad
- Libye
- Soudan
- Égypte
- Arabie saoudite
- Oman
- Inde
- Bangladesh
- Birmanie
- Chine
- Laos
- Viêt Nam
- Taïwan
- États-Unis (îles de Niihau et Kauai)
- Mexique
- Cuba
- Maroc (Sahara occidental)
- Mauritanie
- Mali